# 1524
1524 (MDXXIV) fue un año bisiesto comenzado en viernes del calendario juliano.

## Acontecimientos
- 1 de febrero: en Londres, unos 20 000 pobladores abandonan sus hogares y se dirigen a terrenos más altos, en espera de la inundación que producirá el fin del mundo. Fue profetizada en junio de 1523 por los más prestigiosos astrólogos de Inglaterra.[1]
- 20 de febrero: el rey español Carlos I ordena estudiar la posibilidad de unir el Mar del Sur (el océano Pacífico) con el Mar del Norte (el océano Atlántico) por medio de un canal que atraviese el istmo de Panamá.
- 24 de febrero: el papa Clemente VII concede a la Santa Inquisición de Aragón el poder jurisdiccional sobre la sodomía, conlleve o no herejía. Hacia 1600, la Inquisición dio orden a sus tribunales de que dejasen de intervenir en esos casos.
- 20 de marzo: Hernán Cortés dicta las Ordenanzas para el buen gobierno de la Nueva España.
- 29 de abril El emperador Carlos, rey de Navarra, concede un "perdón general" a los agramonteses navarros encerrados en Fuenterrabía después de que el mariscal Pedro de Navarra y los nobles que le acompañaban jura lealtad a Carlos V que les devuelve todos sus títulos, privilegios y propiedades, poniendo fin a la guerra entre agramonteses y beaumonteses.
- 14 de mayo: arriban al puerto mexicano de San Juan de Ulúa (Veracruz) los primeros doce frailes franciscanos.
- 14 de septiembre: fundación de los clérigos regulares teatinos
- 23 de diciembre: la regente de Valencia, Germana de Foix, concede un indulto a los perayres.
- Fundación de la Orden de Clérigos Regulares (de los teatinos) por san Cayetano de Thiene.
- En la actual Huiloapan de Cuauhtémoc se realiza la primera boda en América y la primera boda mestiza, entre la llamada Malintzin y el capitán Juan de Jaramillo.
- En la actual Estados Unidos, Giovanni da Verrazzano llega a la bahía de Nueva York y descubre el río Hudson.
- En Ifni, los bereberes desalojan a los invasores españoles.
- En España, el rey Carlos I permite que los extranjeros comercien con las Indias (actual continente americano), pero no les permite establecerse allí.
- En la Provenza francesa fracasa el intento de invasión por parte del rey Carlos I. El rey Francisco I de Francia aprovecha este fracaso para recuperar Milán de manos imperiales e inicia posteriormente un ataque contra Nápoles.
- Llegada de los primeros evangelizadores a Nueva España.

## Arte y literatura
- Petrus Apianus escribe Cosmographia.
- Sebastian Münster publica Institutiones grammaticae.

## Nacimientos
- 28 de mayo: Selim II, sultán otomano (f. 1574).
- 11 de septiembre: Pierre de Ronsard, poeta francés (f. 1585).
- 12 de noviembre: Diego de Landa, misionero franciscano y obispo español (f. 1579).

### Sin fecha
- Catherine Carey, primera hija de María Bolena y William Carey (f. 1568).
- Luis de Camoes, primer poeta épico portugués (f. 1580).
- Juan de Mal Lara, humanista sevillano (f. 1571).
- Catalina Howard, quinta esposa de Enrique VIII (f. 1542).

## Fallecimientos
- 5 de enero: Marko Marulić, poeta croata (n. 1450).
- 19 de enero: Gian Giacomo Caprotti, llamado Salai, pintor italiano (n. 1480)
- 20 de julio: Claudia de Francia, reina francesa.
- 24 de diciembre: Vasco da Gama, explorador y navegante portugués (n. 1469).
- Hans Holbein el Viejo, pintor alemán.
- Jean Lemaire de Belges, poeta y cronista francés.
- Juan López de Palacios Rubios, jurisconsulto español.
- Cristóbal de Olid, explorador español.
- Tecún Umán, último rey de los quichés mayas en Guatemala.
- Vasco de la Zarza, escultor español.
- Diego Velázquez de Cuéllar, conquistador español.